# Nielles-lès-Calais
Nielles-lès-Calais ist eine französische Gemeinde mit 281 Einwohnern (Stand: 1. Januar 2022) im Département Pas-de-Calais in der Region Hauts-de-France (vor 2016: Nord-Pas-de-Calais). Sie gehört zum Arrondissement Calais, zum Kanton Calais-1 (bis 2015: Kanton Calais-Nord-Ouest) und zum Gemeindeverband Grand Calais Terres et Mers. Die Einwohner werden Niellois genannt.

## Geographie
Nielles-lès-Calais liegt etwa vier Kilometer südsüdwestlich von Calais. Umgeben wird Nielles-lès-Calais von den Nachbargemeinden Fréthun im Norden und Westen, Hames-Boucres im Süden und Osten sowie Saint-Tricat im Süden.

## Bevölkerungsentwicklung
| Jahr                      | 1962 | 1968 | 1975 | 1982 | 1990 | 1999 | 2006 | 2013 |
| Einwohner                 | 132  | 119  | 111  | 161  | 175  | 206  | 213  | 276  |
| Quelle: Cassini und INSEE |      |      |      |      |      |      |      |      |

## Sehenswürdigkeiten
- Kirche Sainte-Marguerite aus dem 19. Jahrhundert

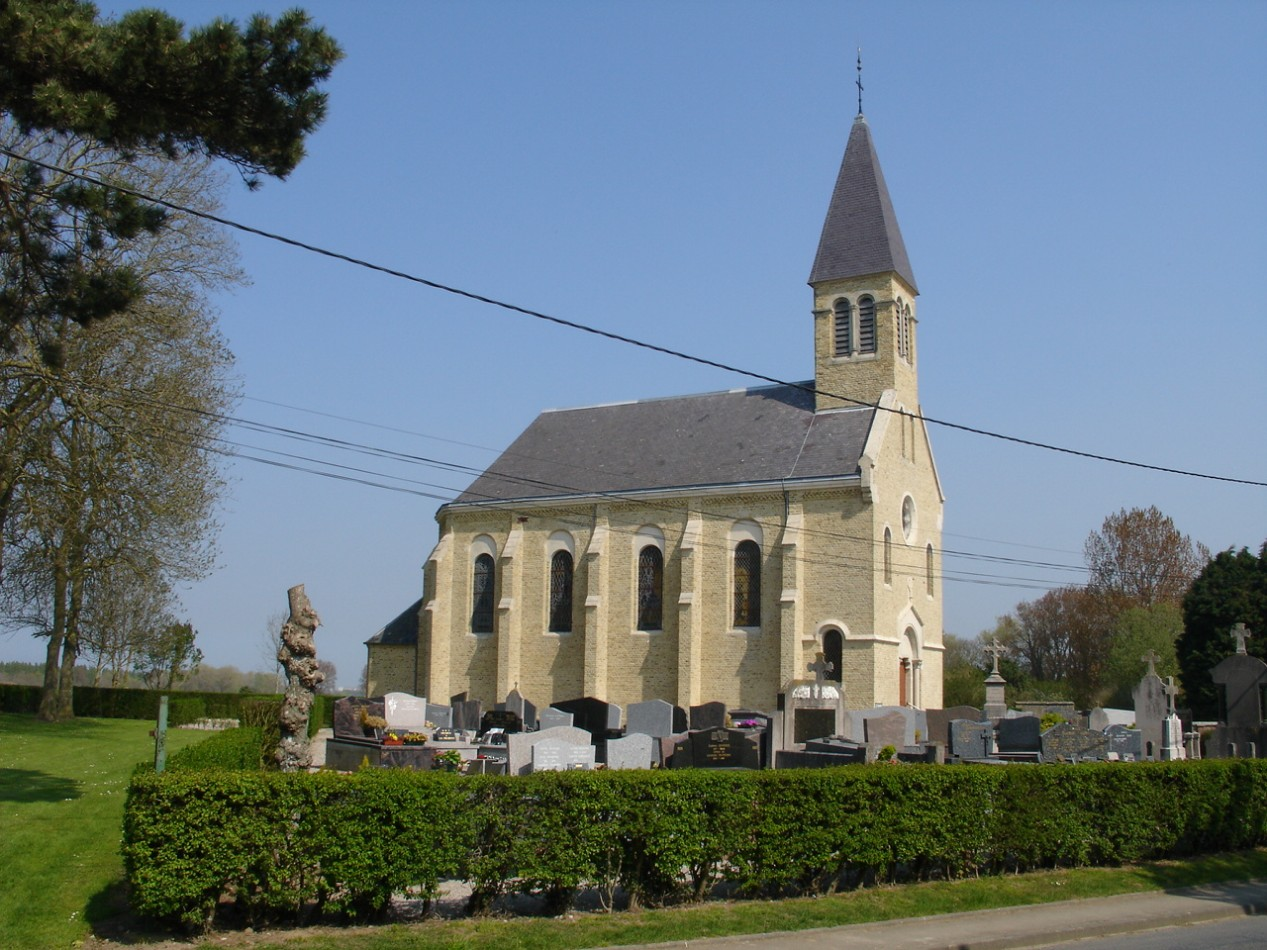
Kirche Sainte-Marguerite